# Corchorus
- Commons
- Wikispecies

Corchorus L. é um género botânico pertencente à família Malvaceae.

## Sinonímia
- Rhizanota Lour. ex B.A. Gomes

## Espécies
- Corchorus aestuans
- Corchorus capsularis
- Corchorus carnarvonensis
- Corchorus cunninghamii
- Corchorus erodiodes
- Corchorus junodi
- Corchorus olitorius
- Corchorus sidoides
- Corchorus tridens
- Corchorus walcottii

## Classificação do gênero
| Sistema | Classificação                      | Referência               |
| ------- | ---------------------------------- | ------------------------ |
| Linné   | Classe Polyandria, ordem Monogynia | Species plantarum (1753) |